# 哈特蘭鎮區 (伊利諾伊州)
哈特蘭鎮區（英語：Hartland Township）是位於美國伊利諾伊州麥克亨利縣的一個行政鎮區。

## 地方資料
根據2010年美國人口普查的數據，哈特蘭鎮區的面積為92.80平方千米，當中陸地面積為92.40平方千米，而水域面積為0.40平方千米。當地共有人口1979人，而人口密度為每平方千米21.33人。